# Александровский, Семён Анатольевич
Семён Анато́льевич Александро́вский (род. 4 марта 1982, Пермь) — российский режиссёр и актёр театра.

## Биография
Родился в 1982 году в Перми. В восемь лет переехал с родителями в Израиль, где прожил 12 лет. Учился в физико-математическом лицее. Также занимался в театральной студии, которую вел Игорь Мушкатин, бывший руководитель актерского курса в Ленинградской академии театрального искусства.
В 2007 году окончил режиссерский факультет СПбГАТИ (мастерская Л. А. Додина). 2006—2007 годах работал актёром в Санкт-Петербургском Малом Драматическом Театре — Театре Европы. С 2007 года — режиссёр-постановщик спектаклей в различных театрах.

## Творчество
- «Мой друг Гитлер» Ю. Мисимы (Проект «site-specific» в Санкт-Петербурге, 2007)[8]
- «История обыкновенного безумия» по Ч. Буковски (Бар «place» в Санкт-Петербурге, 2008)[3][9]
- «Бидерман и поджигатели» М. Фриша (Театр драмы им. В. М. Шукшина, Барнаул, 2009)
- «Мать» М. Равенхилла (Канский драматический театр, 2009)
- «Парикмахерша» С. Медведева (Прокопьевский драматический театр, 2010)
- «Заполярная правда» Ю. Клавдиева («ON.ТЕАТР», Санкт-Петербург, 2011)
- «Ипотека и Вера, мать её» Е. Черлака (ТЮЗ, Красноярск, 2011)
- «Утюги» А. Яблонской (Камерный театр, Челябинск, 2011)
- «Иллюзии» И. Вырыпаева (Драматический театр, Абакан, 2012)
- «Shoot/GetTreasure/Repeat» М. Равенхилла. Совместно с Д. Волкостреловым (Театр post, Санкт-Петербург, 2012)
- «Три дня в аду» П. Пряжко (в рамках фестиваля «Территория» — живые пространства, 2012)
- «Кратковременная» К. Стешика (Международный форум театрального искусства «ТЕАРТ», Минск, 2013)
- «Маскарад маскарад» М.Угарова (театр «Приют комедианта», Санкт-Петербург, 2013)
- «Присутствие», на основе спектакля «Добрый человек из Сезуана» Ю. П. Любимова (Театр на Таганке, Москва, 2013)
- «Радио-Таганка», на основе документов о закрытии спектакля «Владимир Высоцкий» (Театр на Таганке, Москва, 2014)
- «Рисунки на потолке», на основе историй из детства участников спектакля (ТЮЗ им. А. А. Брянцева, Санкт-Петербург, 2014)
- «Кратковременная» К. Стешик (театральный центр Vaba Lava, Таллин, 2015; городской театр Лапперанты, Финляндия, 2015)
- «Топливо» Е. Казачкова. (Санкт-Петербург, Pop-up театр, 2015)[3]

## Признание и награды
- Лауреат фестиваля «Ново-Сибирский транзит» 2012 за спектакль «Ипотека и Вера, мать её» в номинации «Лучший режиссёр».[4][5][6]
- Лауреат фестиваля «Текстура» (2012) за спектакль «Заполярная правда» в номинации «Лучший режиссёр»[4][5][6]
- Лауреат фестиваля «Прорыв» (2012) за постановку «Shoot/GetTreasure/Repeat» в номинации «Лучший режиссёр»[4][5][6]
- Лауреат фестиваля «Ново-Сибирский транзит» (2014) за спектакль «Ручейник, или Куда делся Андрей?» в номинации «Новация»[4][6]
- Номинант фестиваля «Золотая маска» за спектакли «Shoot/GetTreasure/Repeat» и «Присутствие».[4][5][11]
- Участник фестивалей «Золотая маска» — «Новая пьеса», «Территория», «NET», «Фестиваль малых городов России», Teart, Sireno[4][5][6]

## Примечание
1. ↑  Елена Коновалова. «Третий звонок». Интервью с режиссером Семеном Александровским. krskdaily (12 декабря 2011). Дата обращения: 7 сентября 2018. Архивировано 24 июня 2019 года.
2. ↑  Айсылу КАДЫРОВА. РЕЖИССЕР СЕМЕН АЛЕКСАНДРОВСКИЙ: «МОЙ МОЗГ - МОЯ ЭРОГЕННАЯ ЗОНА». Вечерняя Казань (16.12.15). Дата обращения: 7 сентября 2018. Архивировано 16 февраля 2019 года.
3. 1 2 3  Айрат Нигматуллин. Семен Александровский: «Русский театр – это очень ригидная система, образованная советской властью в 20-е годы». business-gazeta.ru (18 декабря 2015). Дата обращения: 7 сентября 2018. Архивировано 24 июня 2019 года.
4. 1 2 3 4 5 6 7  Новосибирский государственный драматический театр «Старый дом». Дата обращения: 7 сентября 2018. Архивировано из оригинала 26 сентября 2016 года.
5. 1 2 3 4 5 6  Наталья Эфендиева. Мы пришли к какому-то рубежу, когда с культурой происходит нечто странное. Информационное агентство Regnum (28 сентября 2015). Дата обращения: 7 сентября 2018. Архивировано 24 июня 2019 года.
6. 1 2 3 4 5 6  фестиваль территория (недоступная ссылка)
7. ↑  Евгений Каменецкий. Бывший израильтянин – "провокатор" - расскажет "русским" о безумии. IzRus (21 июля 2009). Дата обращения: 7 сентября 2018. Архивировано 24 июня 2019 года.
8. ↑  Балаковский драматический театр им. Е. А. Лебедева
9. ↑  Санкт-Петербургский Интерьерный театр. Дата обращения: 7 сентября 2018. Архивировано из оригинала 25 декабря 2010 года.
10. ↑  Алла Шендерова. Занимательный физик. Питерское "Топливо" на сцене Театра.doc // Коммерсантъ : газета. — 2015. — 18 ноября (№ 212). Архивировано 24 июня 2019 года.
11. ↑  Фестиваль  «Золотая маска». Дата обращения: 7 сентября 2018. Архивировано 13 сентября 2018 года.